# Paul Samary
Pour les articles homonymes, voir Samary.
Paul Samary est un homme politique français né le 7 février 1848 à Sète (Hérault) et décédé le 31 mai 1911 à Cayenne (Guyane).

## Biographie
Diplômé de l'école centrale des arts et manufactures en 1871, il est d'abord ingénieur architecte en chef de la ville de Sète de 1872 à 1875, puis d'Alger de 1875 à 1881 avant d'être architecte du gouvernement général d'Algérie. Il est président de la société des Beaux-Arts d'Alger de 1886 à 1893. Conseiller général de 1881 à 1891, il est député de l'Algérie française de 1893 à 1898, inscrit au groupe radical-socialiste. 
Battu par Drumont en 1898, il devient gouverneur de Saint-Pierre-et-Miquelon en 1899. Il doit régler des différends avec le Royaume-Uni à propos des pêcheries de Terre-Neuve.
Il est ensuite gouverneur de La Réunion de 1900 à 1906. Une épidémie de variole sévit à Madagascar et la Réunion lutte contre la peste. Ses mesures de  1901 pour tenter de préserver la Réunion de la variole sont remises en cause, la mise en quarantaine n'étant pas appliquée pour tous. En octobre de la même année, l'épidémie de la peste s'éteint après 29 mois d'épidémie. Le 21 mars 1904, l'île subit pendant huit heures un cyclone tropical. Il mettra à la disposition de Saint-Denis la Caserne de l'Artillerie et l'Hôpital militaire pour héberger temporairement les victimes. Il obtient une aide financière importante du ministre des Colonies et emprunte afin de relancer l'île.
Il est ensuite par intérim Gouverneur de la Martinique. Il est gouverneur de la Guyane de 1910 à 1911 où il décède des suites d'une longue maladie.

## Distinctions
- Chevalier de la Légion d'honneur (13 janvier 1903)[9]
- Officier de l'Instruction publique
- Officier d'académie
- Commandeur de la couronne royale d'Italie (1904)[10]

## Sources
- « Paul Samary », dans le Dictionnaire des parlementaires français (1889-1940), sous la direction de Jean Jolly, PUF, 1960 [détail de l’édition]